# Malcolm Glazer
Malcolm Irving Glazer (ur. 25 maja 1928 w Rochester, zm. 28 maja 2014 tamże) – Amerykanin żydowskiego pochodzenia, miliarder, właściciel klubów sportowych. Posiadał udziały kontrolne w angielskiej drużynie piłkarskiej Manchester United, którą przejął w 2005 roku oraz amerykańskiej drużynie futbolu amerykańskiego Tampa Bay Buccaneers. Pełnił funkcję prezydenta i CEO międzynarodowego holdingu First Allied Corporation.